# Mudalgi
Mudalgi è una città dell'India di 29.894 abitanti, situata nel distretto di Belgaum, nello stato federato del Karnataka. In base al numero di abitanti la città rientra nella classe III (da 20.000 a 49.999 persone).

## Geografia fisica
La città è situata a 16° 20' 31 N e 74° 57' 34 E.

## Società

### Evoluzione demografica
Al censimento del 2001 la popolazione di Mudalgi assommava a 29.894 persone, delle quali 15.172 maschi e 14.722 femmine. I bambini di età inferiore o uguale ai sei anni assommavano a 5.140, dei quali 2.691 maschi e 2.449 femmine. Infine, coloro che erano in grado di saper almeno leggere e scrivere erano 13.569, dei quali 8.251 maschi e 5.318 femmine.